# یواس‌اس چیلیکات (۱۸۶۲)
یواس‌اس چیلیکات (۱۸۶۲) (به انگلیسی: USS Chillicothe (1862)) یک کشتی بود که طول آن ۱۶۲ فوت (۴۹ متر) بود. این کشتی در سال ۱۸۶۲ ساخته شد.